# Félix María Salazar
Félix María Salazar Gómez (Salamina, 21 de febrero de 1849-Manizales, 2 de agosto de 1931) fue un político, terrateniente y empresario colombiano, padre del banquero Félix Salazar Jaramillo. 

## Biografía
Nacido en Salamina, entonces el sur de Antioquia, era hijo de Mariano Salazar Serna y de María del Carmen Gómez Álvarez. Su familia formó parte de los fundadores de Salamina y de los fundadores de Manizales, sitio donde se radicó para convertir en una de las más influyentes personalidades de esta población. 
Participó de la construccióndel camino Moravia-Mariquita, en asocio con Pantaleón González. Fue socio de las mineras Sociedad de Volcanes, creada en 1879 y de la Sociedad de Diamante, creada en 1886. Fue accionista del Banco Prendario, del que llegó a ser vicepresidente, fundado en 1891, el Banco del Ruiz y del Banco de Manizales. Así mismo, fundó en 1879 con Eusebio Cortés la firma inversora y latifundista Cortés y Salazar; mediante esta firma compraron grandes extensiones de tierras a la Empresa del Burila, obtuvo la concesión para el remate de licores en varios pueblos de Antioquia, invirtió en ferrocarriles y en empresas cafeteras con sedes en Pereira. 
Formaba del llamado grupo de "los 18 notables", las 18 personas más influyentes de la ciudad de Manizales, y para 1885 era la 26° persona más rica de Manizales para 1885, con una riqueza de alrededor de 21.000 pesos. En 1901 fue socio fundador de la Compañía de Instalaciones Eléctricas, primera empresa que prestó el servicio de electricidad en Caldas. Fue socio fundador en 1921 del periódico La Patria, empresa cuya fundación lideró Francisco José Ocampo Londoño. Producto de la alianza política y comercial que estableció con su matrimonio, se benefició al obtener facilidades para realizar numerosas transacciones de compra y venta de grandes extensiones de tierras, minas, haciendas y plantaciones en territorios adyacentes a Manizales, destacándose la compra de 100 hectáreas en Villamaría. A finales del siglo XIX fue contratista del Gobierno de Colombia en la construcción de las líneas de correos y telégrafos de Bogotá a Cali. 
En 1904 fundó la firma Félix Salazar e Hijos, en compañía de sus cuatro hijos varones mayores. Para el año de 1905 expandió sus negocios y fue socio fundador en Bogotá del Banco de Sucre, que contaba entre sus accionistas a Nemesio Camacho, José María Sierra y Emilio Correa Uribe. En 1911 participó de la fundación de la Compañía Fluvial de Transportes, empresa constituida para hacer navegable el río Cauca y establecer puestos comerciales que favorecieran la exportación e importación de mercancías. Esta compañía se volvería el principal eje para exportar café tras la apertura del Canal de Panamá. Abrió en 1912 la firma cafetera con sedes en Manizales, Pereira y Armenia que después se convirtió en la principal proveedora de la empresa exportadora de café Sociedad Ángel Salazar y Cía, en su momento la mayor del país. Falleció en 1930, dejando una fortuna de más de $550.000 pesos, dejando $1.000 pesos a la iglesia del Sagrado Corazón. 
En el aspecto político fue 7 veces alcalde del cabildo (concejo) local y alcalde, además de haber sido miembro permanente del directorio local del Partido Conservador, siendo en varias ocasiones su presidente y llegando a ser elegido al directorio nacional. 
Se casó en 1869 en Manizales con María Jesús Jaramillo Arango, prima de los políticos Pompilio, Daniel y Alejandro Gutiérrez Arango. De esta unión nacieron 13 hijos, incluyendo a los empresarios Miguel Salazar Jaramillo, Roberto Salazar Jaramillo y el ministro Félix María Antonio Salazar Jaramillo, quien llegó a ser gerente del Banco de la República.  Adicionalmente, su hija Cecilia se casó con el importante empresario y dirigente cafetero Manuel Mejía Jaramillo y su hija Inés con Emilio Toro Villegas, hijo del banquero Juan Antonio Toro Uribe, el cual era yerno de José Ignacio Villegas Echeverri y cuñado de José Ignacio Villegas Jaramillo y Aquilino Villegas Hoyos.